# Campionati europei di corsa campestre 2014
Il XXI Campionato europeo di corsa campestre si è disputato a Samokov, in Bulgaria, il 14 dicembre 2014. Il titolo maschile è stato vinto da Polat Kemboi Arikan, quello femminile da Gemma Steel.

## Risultati
I risultati del campionato sono stati:

### Individuale (uomini senior)
| Pos. | Atleta              | Tempo (m's") |
| ---- | ------------------- | ------------ |
|      | Polat Kemboi Arikan | 32'19"       |
|      | Ali Kaya            | 32'19"       |
|      | Alemayehu Bezabeh   | 32'30"       |
| 4    | Florian Carvalho    | 32'59"       |
| 5    | Ross Millington     | 33'00"       |
| 6    | Mohamed Marhum      | 33'04"       |
| 7    | Khalid Choukoud     | 33'04"       |
| 8    | Stefano La Rosa     | 33'17"       |
| 9    | Adam Hickey         | 33'19"       |
| 10   | Timothée Bommier    | 33'21"       |

### Squadre (uomini senior)
| Pos. | Squadra                                                                   | Punti |
| ---- | ------------------------------------------------------------------------- | ----- |
|      | Turchia Polat Kemboi Arikan Ali Kaya Cihat Ulus Ramazan Özdemir           | 33    |
|      | Spagna Alemayehu Bezabeh Mohamed Marhum Antonio Abadía Roberto Alaiz      | 36    |
|      | Italia Stefano La Rosa Marouan Razine Patrick Nasti Ahmed El Mazoury      | 59    |
| 4    | Francia Florian Carvalho Timothée Bommier Abdellatif Meftah Hassan Chahdi | 69    |
| 5    | Gran Bretagna Ross Millington Adam Hickey Tom Lancashire Andrew Butchart  | 76    |

### Individuale (donne senior)
| Pos. | Atleta             | Tempo (m's") |
| ---- | ------------------ | ------------ |
|      | Gemma Steel        | 28'27"       |
|      | Kate Avery         | 28'27"       |
|      | Meraf Bahta        | 28'52"       |
| 4    | Almensch Belete    | 28'52"       |
| 5    | Sophie Duarte      | 28'58"       |
| 6    | Fionnuala Britton  | 28'59"       |
| 7    | Steph Twell        | 29'07"       |
| 8    | Iwona Lewandowska  | 29'09"       |
| 9    | Carla Salomé Rocha | 29'19"       |
| 10   | Lily Partridge     | 29'20"       |

### Squadre (donne senior)
| Pos. | Squadra                                                                  | Punti |
| ---- | ------------------------------------------------------------------------ | ----- |
|      | Gran Bretagna Gemma Steel Kate Avery Steph Twell Lily Partridge          | 21    |
|      | Spagna Iris María Fuentes-Pila Trihas Gebre Diana Martín Lidia Rodríguez | 70    |
|      | Irlanda Fionnuala Britton Sara Treacy Michelle Finn Annamarie McGlynn    | 87    |
| 4    | Francia Sophie Duarte Laurane Picoche Aurore Guerin Christine Bardelle   | 88    |
| 5    | Italia Elena Romagnolo Valeria Roffino Fatna Maraoui Jessica Pulina      | 112   |

### Individuale (uomini under 23)
| Pos. | Atleta           | Tempo (m's") |
| ---- | ---------------- | ------------ |
|      | Ilgizar Safiulin | 25'31"       |
|      | Igor Maksimov    | 25'33"       |
|      | Nikitin Vladimir | 25'37"       |
| 4    | Jonathan Hay     | 25'46"       |
| 5    | Callum Hawkins   | 25'49"       |
| 6    | Elmar Engholm    | 25'52"       |
| 7    | Marc Scott       | 25'54"       |
| 8    | Francois Barrer  | 25'56"       |
| 9    | Alexander Palm   | 26'00"       |
| 10   | Mikhail Strelkov | 26'03"       |

### Squadre (uomini under 23)
| Pos. | Squadra                                                                      | Punti |
| ---- | ---------------------------------------------------------------------------- | ----- |
|      | Russia Safiulin Ilgizar Maksimov Igor Nikitin Vladimir Strelkov Mikhail      | 16    |
|      | Gran Bretagna Jonathan Hay Callum Hawkins Marc Scott Charlie Hulson          | 31    |
|      | Svezia Elmar Engholm Alexander Palm Napoleon Solomon John Kingstedt          | 62    |
| 4    | Francia Francois Barrer Youssef Mekdafou Felix Bour Theodore Klein           | 93    |
| 5    | Spagna Fernando Carro Houssane Eddine Benabbou Jaime Escriche GabrielNavarro | 110   |

### Individuale (donne under 23)
| Pos. | Atleta               | Tempo (m's") |
| ---- | -------------------- | ------------ |
|      | Rhona Auckland       | 22'23"       |
|      | Militsa Mircheva     | 22'25"       |
|      | Gulshat Fazlitdinova | 22'28"       |
| 4    | Yekaterina Sokolenko | 22'32"       |
| 5    | Maureen Koster       | 22'37"       |
| 6    | Sevilay Eytemis      | 22'44"       |
| 7    | Louise Carton        | 22'49"       |
| 8    | Svetlana Aplachkina  | 22'56"       |
| 9    | Alice Wright         | 22'59"       |
| 10   | Amela Terzić         | 23'04"       |

### Squadre (donne under 23)
| Pos. | Squadra                                                    | Punti |
| ---- | ---------------------------------------------------------- | ----- |
|      | Russia Fazlitdinova Sokolenko Aplachkina Luiza Litvinova   | 16    |
|      | Gran Bretagna Auckland Wright Emelia Gorecka Maryse Haines | 31    |
|      | Turchia Eytemis Seyran Adanir Sabahat Akpinar Esma Aydemir | 62    |

### Individuale (uomini junior)
| Pos. | Atleta               | Tempo (m's") |
| ---- | -------------------- | ------------ |
|      | Yemaneberhan Crippa  | 20'07"       |
|      | Carlos Mayo          | 20'22"       |
|      | Said Ettaqy          | 20'28"       |
| 4    | Ayoub Mokhtar        | 20'30"       |
| 5    | Yohanes Chiappinelli | 20'33"       |

### Squadre (uomini junior)
| Pos. | Squadra                                                                           | Punti |
| ---- | --------------------------------------------------------------------------------- | ----- |
|      | Italia Yemaneberhan Crippa Said Ettaqy Yohanes Chiappinelli Alessandro Giacobazzi | 18    |
|      | Spagna Carlos Mayo Ayoub Mokhtar Jordi Torrents Raul Celada                       | 41    |
|      | Turchia Saffet Elkatmis Ferhat Bozkurt Süleyman Bekmezci Ramazan Barbaros         | 70    |

### Individuale (donne junior)
| Pos. | Atleta              | Tempo (m's") |
| ---- | ------------------- | ------------ |
|      | Emine Hatun Tuna    | 14'13"       |
|      | Jessica Judd        | 14'18"       |
|      | Lydia Turner        | 14'25"       |
| 4    | Alina Reh           | 14'34"       |
| 5    | Amy Griffiths       | 14'38"       |
| 6    | Anna Emilia Møller  | 14'42"       |
| 7    | Cassandre Beaugrand | 14'44"       |
| 8    | Rebecca Straw       | 14'48"       |
| 9    | Célia Antón         | 14'49"       |
| 10   | Weronika Pyzik      | 14'55"       |

### Squadre (donne junior)
| Pos. | Squadra                                                          | Punti |
| ---- | ---------------------------------------------------------------- | ----- |
|      | Gran Bretagna Judd Turner Griffiths Straw                        | 18    |
|      | Francia Beaugrand Célia Bremond Charlotte Mouchet Cecile Lejeune | 64    |
|      | Germania Reh Sarah Kistner Anna Gehring Konstanze Klosterhalfen  | 74    |

## Medagliere
Legenda
     Paese ospitante
| Posizione | Paese         | Oro | Argento | Bronzo | Totale |
| --------- | ------------- | --- | ------- | ------ | ------ |
| 1         | Gran Bretagna | 4   | 4       | 1      | 9      |
| 2         | Turchia       | 3   | 1       | 2      | 6      |
| 2         | Russia        | 3   | 1       | 2      | 6      |
| 4         | Italia        | 2   | 0       | 2      | 4      |
| 5         | Spagna        | 0   | 4       | 1      | 5      |
| 6         | Francia       | 0   | 1       | 0      | 1      |
| 6         | Bulgaria      | 0   | 1       | 0      | 1      |
| 8         | Svezia        | 0   | 0       | 2      | 1      |
| 9         | Germania      | 0   | 0       | 1      | 1      |
| 9         | Irlanda       | 0   | 0       | 1      | 1      |
| Totale    | Totale        | 12  | 12      | 12     | 36     |